# Sirota kazanskaia
 (novembre 2020).
Pour plus de détails, voir Fiche technique et Distribution.
Sirota kazanskaia (Сирота казанская) est un film russe réalisé par Vladimir Machkov, sorti en 1997,.

## Fiche technique
- Photographie : Nikolaï Nemoliaiev
- Musique : Sergeï Bondarenko
- Décors : Alexandre Borovski, Ekaterina Kotova
- Montage : Vera Krouglova